# Spongia prava
Spongia prava är en svampdjursart som beskrevs av Hyatt 1877. Spongia prava ingår i släktet Spongia och familjen Spongiidae. Inga underarter finns listade i Catalogue of Life.